# 倶会一処
倶会一処（くえいっしょ）とは、浄土教の往生の利益の一つ。阿弥陀仏の極楽浄土に往生したものは、浄土の仏・菩薩たちと一処で出会うことができる、という意味である。
『阿弥陀経』に、
「舎利弗。衆生聞者。応当発願。願生彼国。所以者何。得与如是。諸上善人。倶会一処。舎利弗。不可以少善根。福徳因縁。得生彼国。」
「舎利弗、衆生聞かんもの、まさに発願してかの国に生ぜんと願ふべし。ゆゑはいかん。かくのごときの諸上善人とともに一処に会することを得ればなり。舎利弗、少善根福徳の因縁をもつてかの国に生ずることを得べからず。」（『浄土真宗聖典註釈版 』124ページ）
とあるところから引かれた言葉。
浄土真宗では、念仏の信仰に生きる人は、この世の命が終わるとただちに浄土に生れるとし、そこで墓碑に「倶会一処」と刻むことがある。それは、先に浄土に往生している先祖たちと、共に同じ浄土に生まれたいと思う心持ちを表したものであるし、また同じ浄土へ往生させていただくことを喜ぶ姿でもある。